# Powiat Sōraku
Powiat Sōraku (jap. 相楽郡 Sōraku-gun) – powiat w Japonii, w prefekturze Kioto. W 2024 roku liczył 42 055 mieszkańców.

## Miejscowości
- Kasagi
- Minamiyamashiro
- Seika
- Wazuka